# Ripartizione America meridionale
La ripartizione America meridionale è uno dei quattro collegi elettorali italiani che compongono la circoscrizione Estero.

## Territorio

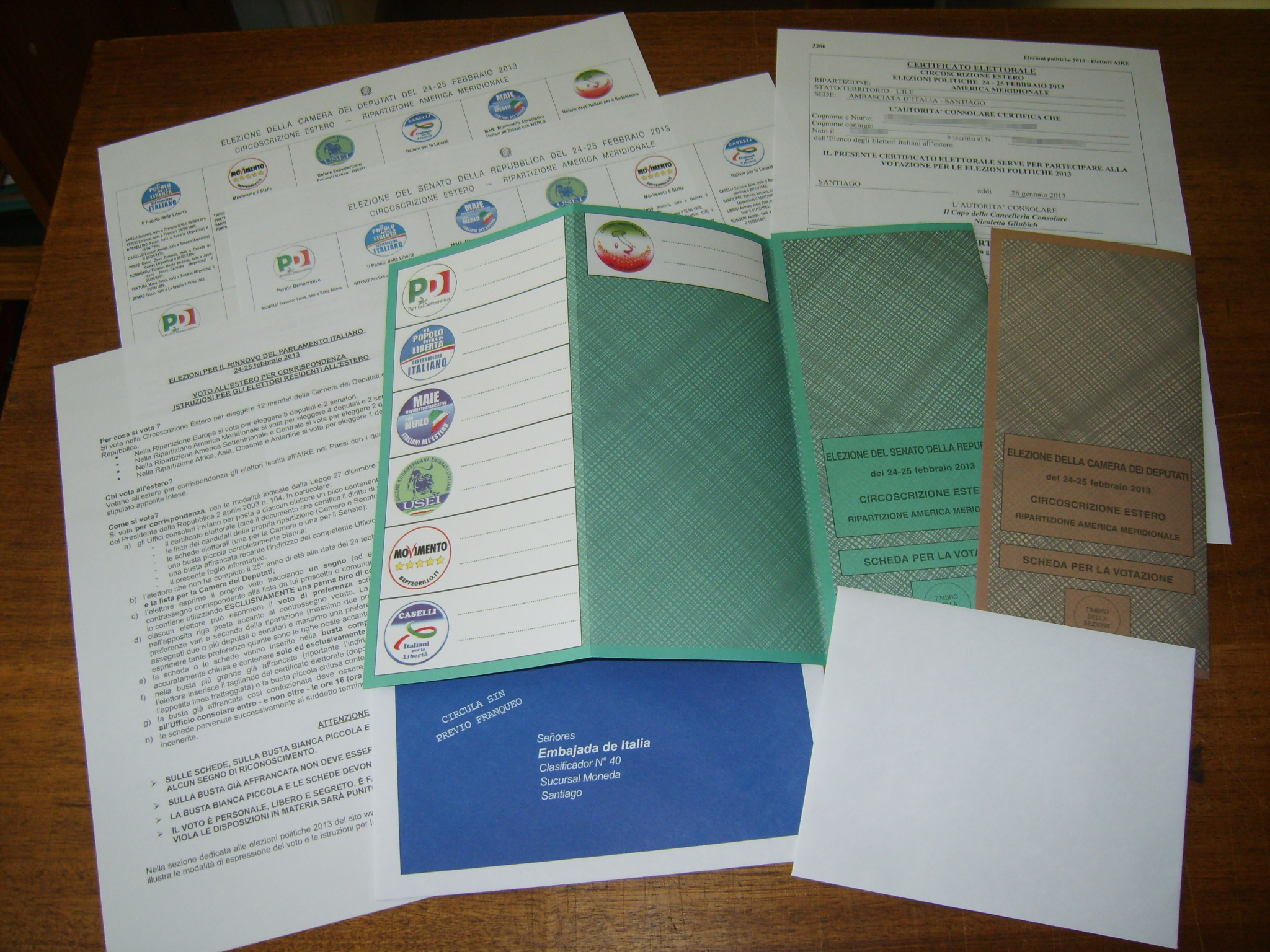
Plico elettorale ricevuto da un elettore italiano residente in Cile

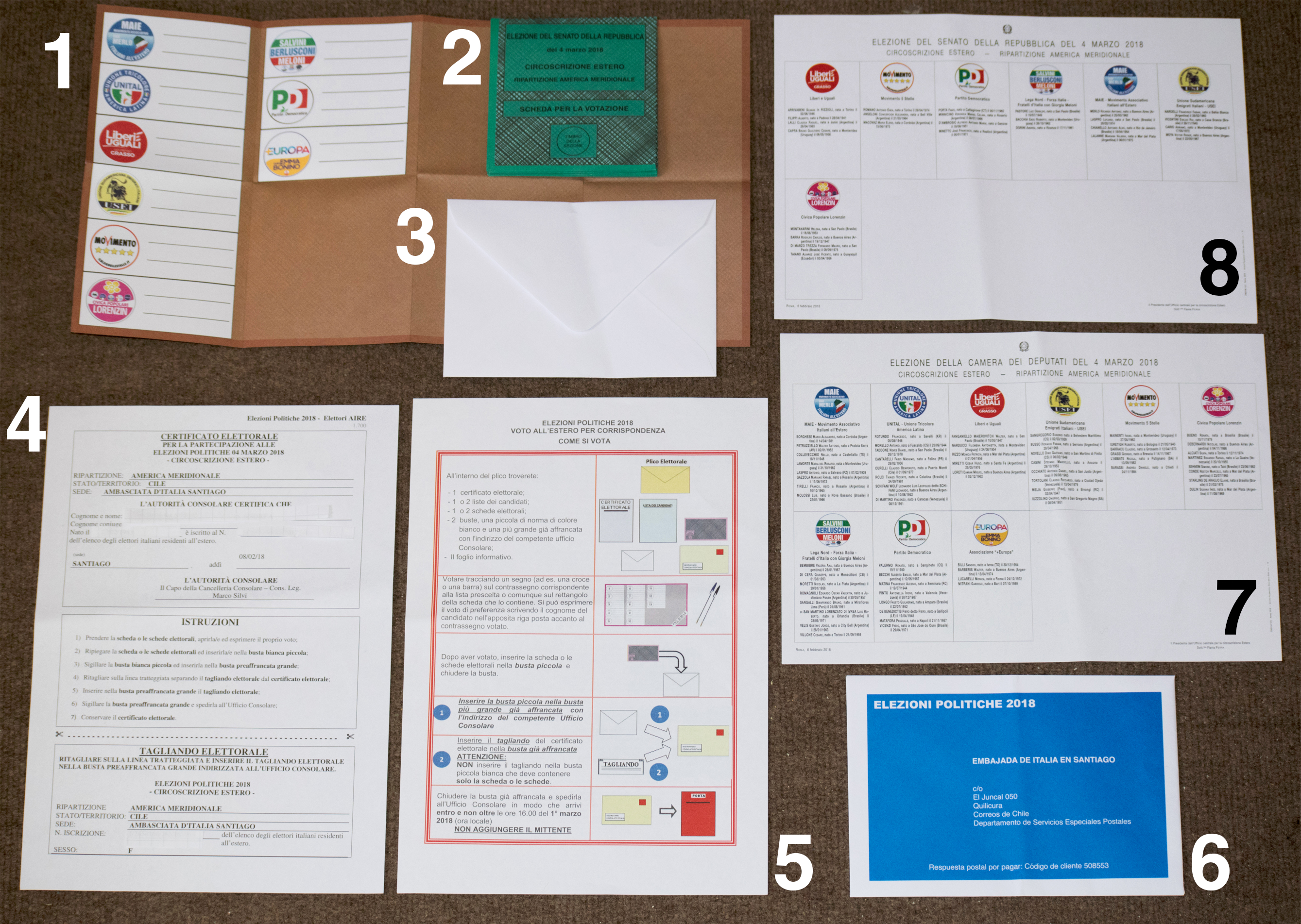
Plico elettorale ricevuto da un elettore italiano residente in Cile

Il territorio della ripartizione America meridionale include gli Stati riconosciuti dal governo italiano nel territorio sudamericano, oltre alla nazione centroamericana di Trinidad e Tobago. I cittadini residenti nei paesi e territori d'oltremare (Guyana francese e altri) sono invece inclusi nei rispettivi Stati europei della ripartizione Europa.
Il paese con più elettori italiani residenti è l'Argentina, mentre quello con il numero inferiore è la Guyana; pur esistendo un consolato italiano in Suriname, non risulta alcuna scheda di tale paese nell'archivio delle elezioni del Ministero dell'interno.
Nell'elenco che segue sono indicate le denominazioni ufficiali utilizzate dal Ministero dell'Interno:
| N      | Paese             | Numero elettori italiani |
| ------ | ----------------- | ------------------------ |
| 1      | Argentina         | 771 639                  |
| 2      | Bolivia           | 3 165                    |
| 3      | Brasile           | 433 636                  |
| 4      | Cile              | 54 288                   |
| 5      | Colombia          | 17 759                   |
| 5      | Ecuador           | 15 468                   |
| 7      | Guyana            | 3                        |
| 8      | Paraguay          | 10 281                   |
| 9      | Perù              | 27 328                   |
| 10     | Suriname          | 2                        |
| 11     | Trinidad e Tobago | 0                        |
| 12     | Uruguay           | 94 566                   |
| 13     | Venezuela         | 87 129                   |
| Totale | Totale            | 1 515 264                |

Note: elettori iscritti durante le elezioni politiche del 2013

## Dati elettorali

### Elezioni politiche del 2006
| Partito                            | Partito                               | Risultati 9 aprile 2006 | Risultati 9 aprile 2006 | Risultati 9 aprile 2006 | Seggi | Seggi |
| Partito                            | Partito                               | Voti                    | %                       | ±                       | Num   | ±     |
| ---------------------------------- | ------------------------------------- | ----------------------- | ----------------------- | ----------------------- | ----- | ----- |
|                                    | Associazioni Italiane in Sud America  | 99 817                  | 33,12                   | n.d.                    | 1     | n.d.  |
|                                    | L'Unione                              | 83 373                  | 27,66                   | n.d.                    | 1     | n.d.  |
|                                    | Per l'Italia nel Mondo                | 35 207                  | 11,68                   | n.d.                    | 1     | n.d.  |
|                                    | Unione di Centro                      | 32 726                  | 10,86                   | n.d.                    | 0     | n.d.  |
|                                    | Forza Italia                          | 25 431                  | 8,44                    | n.d.                    | 0     | n.d.  |
|                                    | Unione Sudamericana Emigrati Italiani | 14 205                  | 4,71                    | n.d.                    | 0     | n.d.  |
|                                    | Popolari UDEUR                        | 5 861                   | 1,94                    | n.d.                    | 0     | n.d.  |
|                                    | Lega Nord                             | 4 776                   | 1,58                    | n.d.                    | 0     | n.d.  |
|                                    |                                       |                         |                         |                         |       |       |
| Iscritti                           | Iscritti                              | 693 522                 | 100,00                  |                         |       |       |
| ↳ Votanti (% su iscritti)          | ↳ Votanti (% su iscritti)             | 326 003                 | 47,01                   | n.d.                    |       |       |
| ↳ Voti validi (% su votanti)       | ↳ Voti validi (% su votanti)          | 301 396                 | 92,45                   |                         |       |       |
| ↳ Schede non valide (% su votanti) | ↳ Schede non valide (% su votanti)    | 24 607                  | 7,55                    |                         |       |       |
| ↳ Schede bianche (% su votanti)    | ↳ Schede bianche (% su votanti)       | 3 253                   | 1,00                    |                         |       |       |
| ↳ Schede nulle (% su votanti)      | ↳ Schede nulle (% su votanti)         | 21 354                  | 6,55                    |                         |       |       |
| ↳ Astenuti (% su iscritti)         | ↳ Astenuti (% su iscritti)            | 367 519                 | 52,99                   |                         |       |       |

| Eletti | Eletti                |
| ------ | --------------------- |
|        | Ricardo Antonio Merlo |
|        | Mariza Bafile         |
|        | Giuseppe Angeli       |

| Partito                            | Partito                               | Risultati 9 aprile 2006 | Risultati 9 aprile 2006 | Risultati 9 aprile 2006 | Seggi | Seggi |
| Partito                            | Partito                               | Voti                    | %                       | ±                       | Num   | ±     |
| ---------------------------------- | ------------------------------------- | ----------------------- | ----------------------- | ----------------------- | ----- | ----- |
|                                    | Associazioni Italiane in Sud America  | 85 745                  | 31,51                   | n.d.                    | 1     | n.d.  |
|                                    | L'Unione                              | 81 899                  | 30,10                   | n.d.                    | 1     | n.d.  |
|                                    | Per l'Italia nel Mondo                | 30 134                  | 11,07                   | n.d.                    | 0     | n.d.  |
|                                    | Unione di Centro                      | 25 593                  | 9,41                    | n.d.                    | 0     | n.d.  |
|                                    | Forza Italia                          | 24 141                  | 8,87                    | n.d.                    | 0     | n.d.  |
|                                    | Unione Sudamericana Emigrati Italiani | 12 552                  | 4,61                    | n.d.                    | 0     | n.d.  |
|                                    | Popolari UDEUR                        | 8 213                   | 3,02                    | n.d.                    | 0     | n.d.  |
|                                    | Lega Nord                             | 3 831                   | 1,41                    | n.d.                    | 0     | n.d.  |
|                                    |                                       |                         |                         |                         |       |       |
| Iscritti                           | Iscritti                              | 619 571                 | 100,00                  |                         |       |       |
| ↳ Votanti (% su iscritti)          | ↳ Votanti (% su iscritti)             | 290 977                 | 46,96                   | n.d.                    |       |       |
| ↳ Voti validi (% su votanti)       | ↳ Voti validi (% su votanti)          | 272 108                 | 93,52                   |                         |       |       |
| ↳ Schede non valide (% su votanti) | ↳ Schede non valide (% su votanti)    | 18 869                  | 6,48                    |                         |       |       |
| ↳ Schede bianche (% su votanti)    | ↳ Schede bianche (% su votanti)       | 2 870                   | 0,99                    |                         |       |       |
| ↳ Schede nulle (% su votanti)      | ↳ Schede nulle (% su votanti)         | 15 999                  | 5,50                    |                         |       |       |
| ↳ Astenuti (% su iscritti)         | ↳ Astenuti (% su iscritti)            | 328 594                 | 53,04                   |                         |       |       |

| Eletti | Eletti            |
| ------ | ----------------- |
|        | Luigi Pallaro     |
|        | Edoardo Pollastri |

### Elezioni politiche del 2008
| Partito                            | Partito                                   | Risultati 13 aprile 2008 | Risultati 13 aprile 2008 | Risultati 13 aprile 2008 | Seggi | Seggi   |
| Partito                            | Partito                                   | Voti                     | %                        | ±                        | Num   | ±       |
| ---------------------------------- | ----------------------------------------- | ------------------------ | ------------------------ | ------------------------ | ----- | ------- |
|                                    | Movimento Associativo Italiani all'Estero | 86 970                   | 22,68                    | n.d.                     | 1     | n.d.    |
|                                    | Il Popolo della Libertà                   | 85 073                   | 22,19                    | n.d.                     | 1     | n.d.    |
|                                    | Partito Democratico                       | 68 605                   | 17,89                    | n.d.                     | 1     | n.d.    |
|                                    | Associazioni Italiane in Sud America      | 64 325                   | 16,78                    | 16,34                    | 0     | 1       |
|                                    | Unione di Centro                          | 48 393                   | 12,62                    | 1,76                     | 0     | Stabile |
|                                    | Partito Socialista                        | 14 600                   | 3,81                     | n.d.                     | 0     | n.d.    |
|                                    | La Sinistra l'Arcobaleno                  | 7 284                    | 1,90                     | n.d.                     | 0     | n.d.    |
|                                    | Consumatori Civici Italiani               | 4 878                    | 1,27                     | n.d.                     | 0     | n.d.    |
|                                    | La Destra - Fiamma Tricolore              | 3 318                    | 0,87                     | n.d.                     | 0     | n.d.    |
|                                    |                                           |                          |                          |                          |       |         |
| Iscritti                           | Iscritti                                  | 838 373                  | 100,00                   |                          |       |         |
| ↳ Votanti (% su iscritti)          | ↳ Votanti (% su iscritti)                 | 414 810                  | 49,48                    | n.d.                     |       |         |
| ↳ Voti validi (% su votanti)       | ↳ Voti validi (% su votanti)              | 383 446                  | 92,44                    |                          |       |         |
| ↳ Schede non valide (% su votanti) | ↳ Schede non valide (% su votanti)        | 31 364                   | 7,56                     |                          |       |         |
| ↳ Schede bianche (% su votanti)    | ↳ Schede bianche (% su votanti)           | 4 097                    | 0,99                     |                          |       |         |
| ↳ Schede nulle (% su votanti)      | ↳ Schede nulle (% su votanti)             | 27 267                   | 6,57                     |                          |       |         |
| ↳ Astenuti (% su iscritti)         | ↳ Astenuti (% su iscritti)                | 423 563                  | 50,52                    |                          |       |         |

| Eletti | Eletti                |
| ------ | --------------------- |
|        | Ricardo Antonio Merlo |
|        | Giuseppe Angeli       |
|        | Fabio Porta           |

| Partito                            | Partito                                   | Risultati 13 aprile 2008 | Risultati 13 aprile 2008 | Risultati 13 aprile 2008 | Seggi | Seggi   |
| Partito                            | Partito                                   | Voti                     | %                        | ±                        | Num   | ±       |
| ---------------------------------- | ----------------------------------------- | ------------------------ | ------------------------ | ------------------------ | ----- | ------- |
|                                    | Il Popolo della Libertà                   | 101 585                  | 29,12                    | n.d.                     | 1     | n.d.    |
|                                    | Movimento Associativo Italiani all'Estero | 72 511                   | 20,79                    | n.d.                     | 1     | n.d.    |
|                                    | Partito Democratico                       | 62 371                   | 17,88                    | n.d.                     | 0     | n.d.    |
|                                    | Associazioni Italiane in Sud America      | 60 794                   | 17,43                    | 14,08                    | 0     | 1       |
|                                    | Unione di Centro                          | 26 926                   | 7,72                     | 1,69                     | 0     | Stabile |
|                                    | Partito Socialista                        | 11 995                   | 3,44                     | n.d.                     | 0     | n.d.    |
|                                    | La Sinistra l'Arcobaleno                  | 6 471                    | 1,86                     | n.d.                     | 0     | n.d.    |
|                                    | Consumatori Civici Italiani               | 3 663                    | 1,05                     | n.d.                     | 0     | n.d.    |
|                                    | La Destra - Fiamma Tricolore              | 2 516                    | 0,72                     | n.d.                     | 0     | n.d.    |
|                                    |                                           |                          |                          |                          |       |         |
| Iscritti                           | Iscritti                                  | 748 200                  | 100,00                   |                          |       |         |
| ↳ Votanti (% su iscritti)          | ↳ Votanti (% su iscritti)                 | 377 602                  | 50,47                    | n.d.                     |       |         |
| ↳ Voti validi (% su votanti)       | ↳ Voti validi (% su votanti)              | 348 832                  | 92,38                    |                          |       |         |
| ↳ Schede non valide (% su votanti) | ↳ Schede non valide (% su votanti)        | 28 770                   | 7,62                     |                          |       |         |
| ↳ Schede bianche (% su votanti)    | ↳ Schede bianche (% su votanti)           | 3 749                    | 0,99                     |                          |       |         |
| ↳ Schede nulle (% su votanti)      | ↳ Schede nulle (% su votanti)             | 25 021                   | 6,63                     |                          |       |         |
| ↳ Astenuti (% su iscritti)         | ↳ Astenuti (% su iscritti)                | 370 598                  | 49,53                    |                          |       |         |

| Eletti | Eletti               |
| ------ | -------------------- |
|        | Esteban Juan Caselli |
|        | Mirella Giai         |

### Elezioni politiche del 2013
| Partito                            | Partito                                   | Risultati 24 febbraio 2013 | Risultati 24 febbraio 2013 | Risultati 24 febbraio 2013 | Seggi | Seggi   |
| Partito                            | Partito                                   | Voti                       | %                          | ±                          | Num   | ±       |
| ---------------------------------- | ----------------------------------------- | -------------------------- | -------------------------- | -------------------------- | ----- | ------- |
|                                    | Movimento Associativo Italiani all'Estero | 130 197                    | 39,36                      | 16,68                      | 2     | 1       |
|                                    | Partito Democratico                       | 90 676                     | 27,41                      | 9,52                       | 1     | Stabile |
|                                    | Unione Sudamericana Emigrati Italiani     | 43 918                     | 13,28                      | n.d.                       | 1     | n.d.    |
|                                    | Italiani per la libertà                   | 22 348                     | 6,76                       | n.d.                       | 0     | n.d.    |
|                                    | Il Popolo della Libertà                   | 21 781                     | 6,58                       | 15,61                      | 0     | 1       |
|                                    | Unione Italiani Sudamerica                | 11 330                     | 3,43                       | n.d.                       | 0     | n.d.    |
|                                    | Movimento 5 Stelle                        | 10 528                     | 3,18                       | n.d.                       | 0     | n.d.    |
|                                    |                                           |                            |                            |                            |       |         |
| Iscritti                           | Iscritti                                  | 1 093 766                  | 100,00                     |                            |       |         |
| ↳ Votanti (% su iscritti)          | ↳ Votanti (% su iscritti)                 | 374 157                    | 34,21                      | n.d.                       |       |         |
| ↳ Voti validi (% su votanti)       | ↳ Voti validi (% su votanti)              | 330 778                    | 88,41                      |                            |       |         |
| ↳ Schede non valide (% su votanti) | ↳ Schede non valide (% su votanti)        | 43 379                     | 11,59                      |                            |       |         |
| ↳ Schede bianche (% su votanti)    | ↳ Schede bianche (% su votanti)           | 7 089                      | 1,89                       |                            |       |         |
| ↳ Schede nulle (% su votanti)      | ↳ Schede nulle (% su votanti)             | 36 290                     | 9,70                       |                            |       |         |
| ↳ Astenuti (% su iscritti)         | ↳ Astenuti (% su iscritti)                | 719 609                    | 65,79                      |                            |       |         |

| Eletti | Eletti                |
| ------ | --------------------- |
|        | Ricardo Antonio Merlo |
|        | Mario Borghese        |
|        | Fabio Porta           |
|        | Renata Bueno          |

| Partito                            | Partito                                   | Risultati 24 febbraio 2013 | Risultati 24 febbraio 2013 | Risultati 24 febbraio 2013 | Seggi | Seggi   |
| Partito                            | Partito                                   | Voti                       | %                          | ±                          | Num   | ±       |
| ---------------------------------- | ----------------------------------------- | -------------------------- | -------------------------- | -------------------------- | ----- | ------- |
|                                    | Movimento Associativo Italiani all'Estero | 120 290                    | 40,92                      | 20,13                      | 1     | Stabile |
|                                    | Partito Democratico                       | 79 694                     | 27,11                      | 9,23                       | 1     | 1       |
|                                    | Unione Sudamericana Emigrati Italiani     | 38 223                     | 13,00                      | n.d.                       | 0     | n.d.    |
|                                    | Il Popolo della Libertà                   | 20 130                     | 6,85                       | 22,27                      | 0     | 1       |
|                                    | Italiani per la libertà                   | 15 260                     | 5,19                       | n.d.                       | 0     | n.d.    |
|                                    | Unione Italiani Sudamerica                | 10 811                     | 3,68                       | n.d.                       | 0     | n.d.    |
|                                    | Movimento 5 Stelle                        | 9 590                      | 3,26                       | n.d.                       | 0     | n.d.    |
|                                    |                                           |                            |                            |                            |       |         |
| Iscritti                           | Iscritti                                  | 984 045                    | 100,00                     |                            |       |         |
| ↳ Votanti (% su iscritti)          | ↳ Votanti (% su iscritti)                 | 334 075                    | 33,95                      | n.d.                       |       |         |
| ↳ Voti validi (% su votanti)       | ↳ Voti validi (% su votanti)              | 293 998                    | 88,00                      |                            |       |         |
| ↳ Schede non valide (% su votanti) | ↳ Schede non valide (% su votanti)        | 40 077                     | 12,00                      |                            |       |         |
| ↳ Schede bianche (% su votanti)    | ↳ Schede bianche (% su votanti)           | 6 554                      | 1,96                       |                            |       |         |
| ↳ Schede nulle (% su votanti)      | ↳ Schede nulle (% su votanti)             | 33 523                     | 10,03                      |                            |       |         |
| ↳ Astenuti (% su iscritti)         | ↳ Astenuti (% su iscritti)                | 649 970                    | 66,05                      |                            |       |         |

| Eletti | Eletti                 |
| ------ | ---------------------- |
|        | Claudio Zin            |
|        | Fausto Guilherme Longo |

### Elezioni politiche del 2018
| Partito                            | Partito                                   | Risultati 4 Marzo 2018 | Risultati 4 Marzo 2018 | Risultati 4 Marzo 2018 | Seggi | Seggi   |
| Partito                            | Partito                                   | Voti                   | %                      | ±                      | Num   | ±       |
| ---------------------------------- | ----------------------------------------- | ---------------------- | ---------------------- | ---------------------- | ----- | ------- |
|                                    | Movimento Associativo Italiani all'Estero | 99 657                 | 27,60                  | 11,76                  | 1     | 1       |
|                                    | Unione Sudamericana Emigrati Italiani     | 68 291                 | 18,91                  | 5,63                   | 1     | Stabile |
|                                    | Partito Democratico                       | 58 488                 | 16,20                  | 11,21                  | 1     | Stabile |
|                                    | Lega - Forza Italia - Fratelli d'Italia   | 42 631                 | 11,81                  | 4,96                   | 1     | 1       |
|                                    | Unione Tricolore America Latina           | 25 555                 | 7,08                   | n.d.                   | 0     | n.d.    |
|                                    | Civica Popolare                           | 23 363                 | 6,47                   | n.d.                   | 0     | n.d.    |
|                                    | Liberi e Uguali                           | 22 194                 | 6,15                   | n.d.                   | 0     | n.d.    |
|                                    | Movimento 5 Stelle                        | 16 753                 | 4,64                   | 1,46                   | 0     | Stabile |
|                                    | +Europa                                   | 4 189                  | 1,16                   | n.d.                   | 0     | n.d.    |
|                                    |                                           |                        |                        |                        |       |         |
| Iscritti                           | Iscritti                                  | 1 343 929              | 100,00                 |                        |       |         |
| ↳ Votanti (% su iscritti)          | ↳ Votanti (% su iscritti)                 | 410 844                | 30,57                  | n.d.                   |       |         |
| ↳ Voti validi (% su votanti)       | ↳ Voti validi (% su votanti)              | 361 121                | 87,90                  |                        |       |         |
| ↳ Schede non valide (% su votanti) | ↳ Schede non valide (% su votanti)        | 49 723                 | 12,10                  |                        |       |         |
| ↳ Schede bianche (% su votanti)    | ↳ Schede bianche (% su votanti)           | 6 277                  | 1,53                   |                        |       |         |
| ↳ Schede nulle (% su votanti)      | ↳ Schede nulle (% su votanti)             | 43 446                 | 10,57                  |                        |       |         |
| ↳ Astenuti (% su iscritti)         | ↳ Astenuti (% su iscritti)                | 933 085                | 69,43                  |                        |       |         |

| Eletti | Eletti                 |
| ------ | ---------------------- |
|        | Mario Borghese         |
|        | Eugenio Sangregorio    |
|        | Fausto Longo           |
|        | Luis Roberto Lorenzato |

| Partito                            | Partito                                   | Risultati 4 Marzo 2018 | Risultati 4 Marzo 2018 | Risultati 4 Marzo 2018 | Seggi | Seggi   |
| Partito                            | Partito                                   | Voti                   | %                      | ±                      | Num   | ±       |
| ---------------------------------- | ----------------------------------------- | ---------------------- | ---------------------- | ---------------------- | ----- | ------- |
|                                    | Movimento Associativo Italiani all'Estero | 103 802                | 31,42                  | 9,49                   | 1     | Stabile |
|                                    | Unione Sudamericana Emigrati Italiani     | 68 233                 | 20,65                  | 7,65                   | 1     | 1       |
|                                    | Partito Democratico                       | 57 939                 | 17,54                  | 10,91                  | 0     | 1       |
|                                    | Lega - Forza Italia - Fratelli d'Italia   | 42 347                 | 12,82                  | 5,97                   | 0     | Stabile |
|                                    | Civica Popolare                           | 21 011                 | 6,36                   | n.d.                   | 0     | n.d.    |
|                                    | Liberi e Uguali                           | 20 228                 | 6,12                   | n.d.                   | 0     | n.d.    |
|                                    | Movimento 5 Stelle                        | 16 801                 | 5,09                   | 1,83                   | 0     | Stabile |
|                                    |                                           |                        |                        |                        |       |         |
| Iscritti                           | Iscritti                                  | 1 222 770              | 100,00                 |                        |       |         |
| ↳ Votanti (% su iscritti)          | ↳ Votanti (% su iscritti)                 | 375 252                | 30,69                  | n.d.                   |       |         |
| ↳ Voti validi (% su votanti)       | ↳ Voti validi (% su votanti)              | 330 361                | 88,04                  |                        |       |         |
| ↳ Schede non valide (% su votanti) | ↳ Schede non valide (% su votanti)        | 44 891                 | 11,96                  |                        |       |         |
| ↳ Schede bianche (% su votanti)    | ↳ Schede bianche (% su votanti)           | 6 418                  | 1,71                   |                        |       |         |
| ↳ Schede nulle (% su votanti)      | ↳ Schede nulle (% su votanti)             | 38 473                 | 10,25                  |                        |       |         |
| ↳ Astenuti (% su iscritti)         | ↳ Astenuti (% su iscritti)                | 847 518                | 69,31                  |                        |       |         |

| Eletti | Eletti                |
| ------ | --------------------- |
|        | Ricardo Antonio Merlo |
|        | Adriano Cario         |

### Elezioni politiche del 2022
| Partito                            | Partito                                                 | Risultati 25 Settembre 2022 | Risultati 25 Settembre 2022 | Risultati 25 Settembre 2022 | Seggi | Seggi   |
| Partito                            | Partito                                                 | Voti                        | %                           | ±                           | Num   | ±       |
| ---------------------------------- | ------------------------------------------------------- | --------------------------- | --------------------------- | --------------------------- | ----- | ------- |
|                                    | Movimento Associativo Italiani all'Estero               | 134 123                     | 33,77                       | 6,17                        | 1     | Stabile |
|                                    | Partito Democratico - Italia Democratica e Progressista | 80 626                      | 20,30                       | 4,10                        | 1     | Stabile |
|                                    | Lega - Forza Italia - Fratelli d'Italia                 | 79 414                      | 20,00                       | 8,19                        | 0     | 1       |
|                                    | Unione Sudamericana Emigrati Italiani                   | 73 241                      | 18,44                       | 0,47                        | 0     | 1       |
|                                    | L'Italia del Meridione                                  | 15 394                      | 3,88                        | n.d.                        | 0     | n.d.    |
|                                    | Movimento 5 Stelle                                      | 14 358                      | 3,62                        | 1,02                        | 0     | Stabile |
|                                    |                                                         |                             |                             |                             |       |         |
| Iscritti                           | Iscritti                                                | 1 515 264                   | 100,00                      |                             |       |         |
| ↳ Votanti (% su iscritti)          | ↳ Votanti (% su iscritti)                               | 470 382                     | 31,04                       | n.d.                        |       |         |
| ↳ Voti validi (% su votanti)       | ↳ Voti validi (% su votanti)                            | 397 156                     | 84,43                       |                             |       |         |
| ↳ Schede non valide (% su votanti) | ↳ Schede non valide (% su votanti)                      | 73 226                      | 15,57                       |                             |       |         |
| ↳ Schede bianche (% su votanti)    | ↳ Schede bianche (% su votanti)                         | 7 751                       | 1,65                        |                             |       |         |
| ↳ Schede nulle (% su votanti)      | ↳ Schede nulle (% su votanti)                           | 65 475                      | 13,92                       |                             |       |         |
| ↳ Astenuti (% su iscritti)         | ↳ Astenuti (% su iscritti)                              | 1 044 882                   | 68,96                       |                             |       |         |

| Eletti | Eletti         |
| ------ | -------------- |
|        | Franco Tirelli |
|        | Fabio Porta    |

| Partito                            | Partito                                                 | Risultati 25 Settembre 2022 | Risultati 25 Settembre 2022 | Risultati 25 Settembre 2022 | Seggi | Seggi   |
| Partito                            | Partito                                                 | Voti                        | %                           | ±                           | Num   | ±       |
| ---------------------------------- | ------------------------------------------------------- | --------------------------- | --------------------------- | --------------------------- | ----- | ------- |
|                                    | Movimento Associativo Italiani all'Estero               | 131 863                     | 32,49                       | 1,07                        | 1     | Stabile |
|                                    | Lega - Forza Italia - Fratelli d'Italia                 | 91 827                      | 22,62                       | 9,08                        | 0     | Stabile |
|                                    | Partito Democratico - Italia Democratica e Progressista | 86 225                      | 21,24                       | 3,67                        | 0     | Stabile |
|                                    | Unione Sudamericana Emigrati Italiani                   | 55 875                      | 13,77                       | 6,88                        | 0     | 1       |
|                                    | Movimento 5 Stelle                                      | 15 674                      | 3,86                        | 1,23                        | 0     | Stabile |
|                                    | L'Italia del Meridione                                  | 14 229                      | 3,51                        | n.d.                        | 0     | n.d.    |
|                                    | Azione - Italia Viva                                    | 10 202                      | 2,51                        | n.d.                        | 0     | n.d.    |
|                                    |                                                         |                             |                             |                             |       |         |
| Iscritti                           | Iscritti                                                | 1 515 264                   | 100,00                      |                             |       |         |
| ↳ Votanti (% su iscritti)          | ↳ Votanti (% su iscritti)                               | 454 164                     | 29,97                       | n.d.                        |       |         |
| ↳ Voti validi (% su votanti)       | ↳ Voti validi (% su votanti)                            | 405 895                     | 89,37                       |                             |       |         |
| ↳ Schede non valide (% su votanti) | ↳ Schede non valide (% su votanti)                      | 48 269                      | 10,63                       |                             |       |         |
| ↳ Schede bianche (% su votanti)    | ↳ Schede bianche (% su votanti)                         | 8 063                       | 1,78                        |                             |       |         |
| ↳ Schede nulle (% su votanti)      | ↳ Schede nulle (% su votanti)                           | 40 206                      | 8,85                        |                             |       |         |
| ↳ Astenuti (% su iscritti)         | ↳ Astenuti (% su iscritti)                              | 1 061 100                   | 70,03                       |                             |       |         |

| Eletti | Eletti                   |
| ------ | ------------------------ |
|        | Mario Alejandro Borghese |

## Riepilogo eletti

### Camera dei Deputati
| 2006         | 2006                                | 2008                      | 2008                      | 2013                      | 2013                      | 2018                  | 2018                          | 2022         | 2022                  |
| ------------ | ----------------------------------- | ------------------------- | ------------------------- | ------------------------- | ------------------------- | --------------------- | ----------------------------- | ------------ | --------------------- |
|              | Mariza Antonietta Bafile (L'Unione) |                           | Fabio Porta (PD)          | Fabio Porta (PD)          | Fabio Porta (PD)          |                       | Fausto Guilherme Longo (PSI)  |              | Fabio Porta (PD)      |
|              | Ricardo Merlo (AISA/MAIE)           | Ricardo Merlo (AISA/MAIE) | Ricardo Merlo (AISA/MAIE) | Ricardo Merlo (AISA/MAIE) | Ricardo Merlo (AISA/MAIE) |                       | Luis Roberto Lorenzato (Lega) |              | Franco Tirelli (MAIE) |
|              | Giuseppe Angeli (AN/PdL)            | Giuseppe Angeli (AN/PdL)  | Giuseppe Angeli (AN/PdL)  |                           | Mario Borghese (MAIE)     | Mario Borghese (MAIE) | Mario Borghese (MAIE)         | NON PREVISTI | NON PREVISTI          |
| NON PREVISTO | NON PREVISTO                        | NON PREVISTO              | NON PREVISTO              |                           | Renata Bueno (USEI)       |                       | Eugenio Sangregorio (USEI)    | NON PREVISTI | NON PREVISTI          |

### Senato della Repubblica
| 2006 | 2006                         | 2008             | 2008                       | 2013 | 2013                         | 2018 | 2018                 | 2022         | 2022                  |
| ---- | ---------------------------- | ---------------- | -------------------------- | ---- | ---------------------------- | ---- | -------------------- | ------------ | --------------------- |
|      | Edoardo Pollastri (L'Unione) |                  | Esteban Juan Caselli (PdL) |      | Fausto Guilherme Longo (PSI) |      | Adriano Cario (USEI) |              | Mario Borghese (MAIE) |
|      | Edoardo Pollastri (L'Unione) | Fabio Porta (PD) | Esteban Juan Caselli (PdL) |      | Fausto Guilherme Longo (PSI) |      |                      |              | Mario Borghese (MAIE) |
|      | Luigi Pallaro (AISA)         |                  | Mirella Giai (MAIE)        |      | Claudio Zin (MAIE)           |      | Ricardo Merlo (MAIE) | NON PREVISTO | NON PREVISTO          |